# Bejeweled (песня)
«Bejeweled» — песня американской певицы Тейлор Свифт, вошедшая в её десятый студийный альбом Midnights (2022), который был выпущен 21 октября 2022 года на лейбле Republic Records. «Bejeweled», написанная и спродюсированная Свифт и Джеком Антоноффом, — это песня в стиле диско, синти-поп и бабблгам-поп с синтезаторами и текстом о признании Свифт своей самооценки.
Девятый трек альбома, он был выпущен в качестве цифрового промосингла исключительно на сайте Свифт 25 октября. Он сопровождался музыкальным видеоклипом, написанным и снятым Свифт — комическим вариантом истории Золушки, в котором снялись Свифт, Антонофф, Лора Дерн, Haim, Дита фон Тиз и Пэт Макграт, а также несколько пасхалок, намекающих на следующий проект Свифт. Песня заняла шестое место в US Billboard Hot 100.

## О песне
28 августа 2022 года Тейлор Свифт анонсировала свой десятый студийный альбом Midnights, релиз которого был намечен на 21 октября 2022 года. Трек-лист не был сразу раскрыт. Джек Антонофф, давний соавтор Свифт, работавший с ней с её пятого студийного альбома 1989 (2014), был подтвержден в качестве продюсера Midnights в видео, опубликованном на аккаунте Свифт в Instagram 16 сентября 2022 года под названием The making of Midnights. Начиная с 21 сентября 2022 года, Свифт начала раскрывать треклист в случайном порядке через серию коротких видео на TikTok под названием Midnights Mayhem with Me. Она состояла из 13 эпизодов, в каждом из которых раскрывалась одна песня. Свифт бросала в лотерейную клетку 13 шариков для пинг-понга, пронумерованных от одного до тринадцати, каждый из которых представлял трек Midnights, и когда выпадал шарик, она по телефону раскрывала название соответствующего трека альбома. В седьмом эпизоде 5 октября 2022 года Свифт объявила название девятого трека как «Bejeweled».

## Слова и композиция
«Bejeweled» — это песня в стиле диско, синти-поп и бабблгам-поп, о признании собственной значимости. В тексте песни она предупреждает романтичного мужчину обратить на неё внимание, пока не стало слишком поздно. Песня содержит «мерцающие» и «переливающиеся» синтезаторные арпеджио, которые разлетаются «в искры» во время её хуков.

## Релиз
16 октября Свифт опубликовала в своих социальных сетях информацию о событиях, запланированных для альбома под названием Midnights Manifest. В ней было указано, что 21 октября выйдет клип на лид-сингл альбома, «Anti-Hero», а 25 октября — «другой трек». Позднее Свифт подтвердила, что клип на нераскрытый трек — «Bejeweled». Отрывки из клипа были показаны в тизер-трейлере к визуальному оформлению альбома во время трансляции четвергового ночного футбола на Amazon Prime Video 20 октября. Кроме Свифт, в трейлере появились актёры клипа «Bejeweled» — Антонофф, Лора Дерн, сестры Хаим (Эсте, Даниэль и Алана), Дита фон Тиз и Пэт Макграт.
Midnights был выпущен 21 октября 2022 года в 12:00 EDT, на котором песня «Bejeweled» появилась в качестве девятого трека. 25 октября песня была выпущена для цифрового скачивания на сайте Свифт в качестве промосингла с альбома. Инструментальная версия последовала через два дня, 27 октября, в том же формате, в течение ограниченного времени.

## Отзывы критиков
Песня «Bejeweled» получила положительные отзывы от музыкальных критиков. Бриттани Спанос из Rolling Stone назвала песню «Bejeweled» «абсолютным нокаутом», «представив себя в качестве главного приза». Роб Шеффилд сказал, что песня представляет собой «взволнованное позерство на танцполе из „Mirrorball“, но в ней также чувствуется, что жена из „Tolerate It“ наконец-то вырвалась на свободу», в которой Свифт одновременно хвастается и нуждается. Журналист Billboard Джейсон Липшутц сказал, что такая «идеальная» песня, как «Bejeweled», передает многолетний опыт Свифт как автора песен. Липшутц добавил, что эта песня — «история об отказе остепениться в начале тридцатых». Хелен Браун из The Independent написала, что Свифт «предупреждает парня, что она способна зажечь комнаты (и всех парней в группе), если он не будет уделять ей больше внимания». Карл Уилсон из Slate оценил живые синтезаторы песни, напоминающие работы итальянского продюсера Джорджио Мородера, и текст о «хорошей жизни».

## Музыкальное видео

### Релиз
Премьера клипа на песню «Bejeweled», автором и режиссёром которого выступила Свифт, состоялась на её канале Vevo на YouTube в 12:00 EDT 25 октября.

### Синопсис
Видео содержит множество пасхальных яиц, отсылающих к её предыдущим работам, включая альбом 2010 года Speak Now. Сюжетная линия отсылает к сказке «Золушка» и представляет собой ироничный поворот. В клипе Свифт изображает Золушку, которую называют «домашней девочкой». Она терпит насмешки от злой мачехи, которую играет Лора Дерн, и злых сводных сестер, которых играют участницы группы Haim, за одной из которых Свифт убирает рвоту. Когда они отправляются на бал, Свифт открывает брелок часов и превращается в королеву в бальном платье. Она поет второй куплет в золотом лифте в стиле ар-деко по пути на бал на третьем этаже небоскреба. Лифт содержит пасхальное яйцо, где цвет каждой кнопки лифта представляет каждый альбом Свифт, выпущенный на момент выхода клипа, а тринадцатая и последняя кнопка фиолетового цвета, возможно, представляет Speak Now, намекая на то, что это может быть следующий перезаписанный альбом.
Затем Свифт проходит через окружение, наполненное падающими драгоценными камнями, после чего снимает плащ, обнажая чёрный наряд для танцев в стиле американского бурлеска. Драгоценные камни падают на её комбинезон и сапоги, а браслет и ожерелье закрепляются на запястье и шее.
Выйдя из лифта на более высоком этаже, Свифт встречает свою «богиню-фею» (Диту фон Тиз), обе в серебристых нарядах в стиле бурлеска. Сняв чулки, они исполняют танцевальный номер в паре гигантских бокалов для мартини и обливают себя водой из пары гигантских оливок. Наконец, Свифт поднимается на тринадцатый этаж и выходит на сцену бала в декорации в стиле часового механизма в окружении шоу-герлз, одетая в чёрный наряд из двух частей с драгоценными камнями и серебряные туфли на каблуках. Её выступление поражает злую мачеху и сводных сестер и производит впечатление на «королеву Пэт» (Пэт Макграт). Королева Пэт заставляет Свифт развлекать прекрасного принца (Джек Антонофф), но Свифт отклоняет предложение принца о замужестве. Музыкальное видео заканчивается тем, что принц отмахивается от Свифт и принимает её отказ, в то время как она наслаждается видом из своего недавно приобретенного замка, вокруг которого летают три дракона. В клипе использованы оркестровые версии двух других песен Свифт из альбома Speak Now: «Enchanted» в начале и «Long Live» в конце.

## Коммерческие показатели
В Соединенных Штатах треки с альбома Midnights заняли всю первую десятку Billboard Hot 100; песня «Bejeweled» дебютировала на шестом месте в чарте с 35,5 миллионами потоков, 16 100 проданных цифровых загрузок и 1,6 миллионами радиоаудитории. Свифт стала первой исполнительницей, которая одновременно заняла 10 первых мест в Hot 100; исполнительницей с наибольшим количеством песен в топ-10 (40); и первой исполнительницей, которая одновременно заняла всю первую десятку в чартах Hot 100, Streaming Songs и Digital Songs. Midnights также стал первым альбомом в истории, содержащим десять песен, вошедших в топ-10. Песня провела вторую неделю подряд в топ-10 Hot 100, наряду с другими композициями «Anti-Hero», «Lavender Haze» и «Midnight Rain».

## Участники записи
Сведения взяты из Pitchfork.
- Тейлор Свифт — вокал, автор песен, продюсер
- Джек Антонофф — автор песен, продюсер, программирование, перкуссия, juno 6, DX7, OB1, калимба, муг, акустические гитары, бас-гитара, бэк-вокал, запись
- Эван Смит — синтезаторы, запись
- Майки Фридом Харт[англ.] — клавишные
- Сербан Генеа — звукорежиссёр по микшированию
- Брайс Бордоне — помощник звукорежиссёра по микшированию
- Меган Серл — помощник звукорежиссёра
- Джон Шер — помощник звукорежиссёра
- Джон Руни — помощник звукорежиссёра
- Лаура Сиск — запись
- Дэвид Харт — запись

## Чарты
| Чарт (2022)                               | Высшая позиция |
| ----------------------------------------- | -------------- |
| Австралия (ARIA)                          | 7              |
| Канада (Billboard Canadian Hot 100)       | 7              |
| Хорватия (Billboard)                      | 21             |
| Чехия (Singles Digitál Top 100)           | 38             |
| Франция (SNEP)                            | 145            |
| Мир (Billboard Global 200)                | 8              |
| Греция (IFPI)                             | 16             |
| Исландия (Plötutíðindi)                   | 29             |
| Литва (AGATA)                             | 38             |
| Малайзия (Billboard)                      | 15             |
| Малайзия (RIM)                            | 11             |
| Нидерланды (Single Tip)                   | 1              |
| Новая Зеландия (Recorded Music NZ)        | 9              |
| Филиппины (Billboard)                     | 6              |
| Португалия (AFP)                          | 22             |
| Сингапур (RIAS)                           | 8              |
| Словакия (Singles Digitál Top 100)        | 43             |
| ЮАР (Billboard)                           | 19             |
| Испания (PROMUSICAE)                      | 65             |
| Швеция (Sverigetopplistan)                | 44             |
| Великобритания (OCC UK Audio Streaming)   | 11             |
| Великобритания (OCC UK Singles Downloads) | 57             |
| Великобритания (OCC)                      | 61             |
| США (Billboard Hot 100)                   | 6              |
| Вьетнам (Vietnam Hot 100)                 | 19             |

## Сертификации
| Регион                                                                      | Сертификация | Продажи |
| --------------------------------------------------------------------------- | ------------ | ------- |
| Канада (Music Canada)                                                       | Золотой      | 40 000  |
| Данные о продажах + прослушиваниях приведены только на основе сертификации. |              |         |

## История релиза
| Страна | Дата            | Формат              | Версия           | Лейбл(ы) | Источник |
| ------ | --------------- | ------------------- | ---------------- | -------- | -------- |
| США    | 25 октября 2022 | Цифровое скачивание | Оригинальная     | Republic | [ 20 ]   |
| США    | 27 октября 2022 | Цифровое скачивание | Инструментальная | Republic | [ 56 ]   |